# شون ستيوارت
شون ستيوارت (بالإنجليزية: Sean Stewart)‏ (2 يونيو 1965، لوبوك في الولايات المتحدة)؛ كاتب للأطفال، كاتب وروائي أمريكي.